# Aosa rupestris
Aosa rupestris är en brännreveväxtart som först beskrevs av George Gardner, och fick sitt nu gällande namn av Weigend. Aosa rupestris ingår i släktet Aosa och familjen brännreveväxter. Inga underarter finns listade i Catalogue of Life.

## Bildgalleri

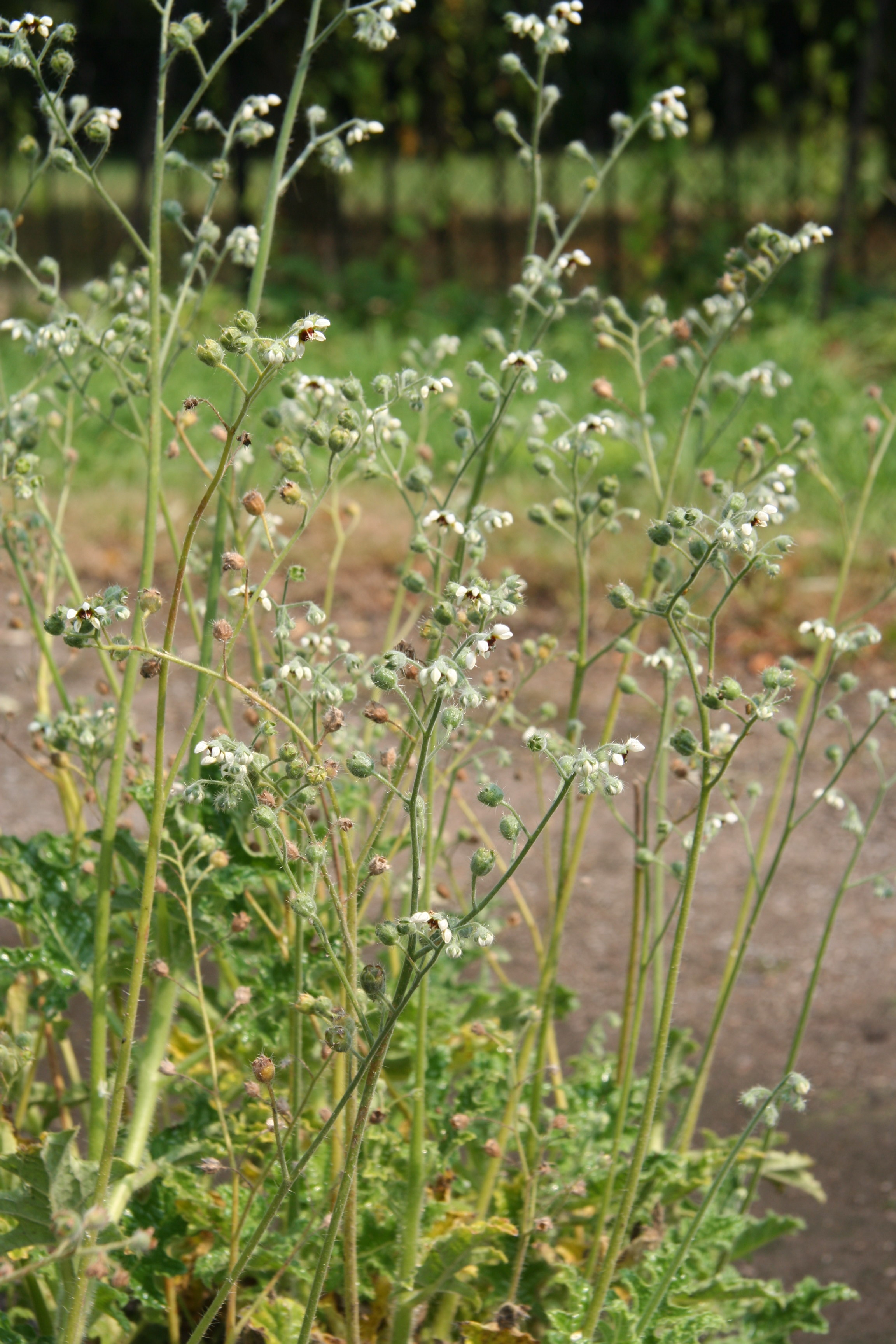